# Arsen (jméno)
Arsen je mužské křestní jméno řeckého původu. Jeho další variantou je Arzen. Jedná se o zkrácenou podobu latinského jména Arsenios a vykládá se jako „mužný“.
Podle maďarského kalendáře má svátek 30. října.

## Arsen v jiných jazycích
- Španělsky, italsly: Arsenio
- Maďarsky: Arzén
- Latinsky: Arsenius
- Řecky: Arsenios
- Rusky: Arsenij
- Srbsky: Arsenije
- Polsky: Arseniusz

## Známí nositelé jména
- Arsen Lupin – literární hrdina, lupič gentleman francouzského spisovatele Maurice Leblanca